# Виа дей Фори Империали
Виа дей Фори Империали (Via dei Fori Imperiali, първоначално Via Triumphale) е широк проспект в центъра на Рим от Пиаца Венеция до Колизеума, построен през 1932 г. по заповед на Бенито Мусолини.
Правата улица, с ширина 30 и дължина 850 метра, отделя основния римски форум от императорските форуми.
Улицата е строена в периода 1924-32 г. над разкопките на древните императорски форуми (на Траян и Октавиан Август и Нерва). Частично развалини от форумите може да се видят отстрани на улицата. По време на строителството са унищожени пиедестала на колоса на Нерон и руините на античен фонтан.